# Sarah van Gulik
Sarah Wilhelmina van Gulik (Zoetermeer, 19 februari 1990) is een Nederlandse handbalster die uitkomt in de Duitse Handbal-Bundesliga voor HSG Bensheim/Auerbach.